# Files by Google
Files by Google（原名Files Go）是Google公司于2017年12月5日正式发布的文件管理及文件传输应用。目前于Android平台可用。
2018年5月31日，Google宣布面向中国大陆推出“Google 文件极客”，其为“Files by Google”中国大陆定制版，同时通过百度、华为、腾讯、小米四家应用商店提供下载。

## 功能
该应用程序可以建议用户应删除的文件，如未使用的应用程序、重复文件、低分辨率视频等，从而释放用户的Android手机储存空间。此外它还提供快速查找与管理文件，离线共享文件，以及将文件备份到Google雲端硬碟或其他云存储的功能。Google表示，普通用户通过使用它可以节省大约1GB存储空间。
Google最早在2017年11月推出了该应用的测试版。Files Go是为Android Go版设备打造，但也可在任何运行Android Lollipop（5.x）或更高版本的设备上使用。
此外，与苹果公司的AirDrop技术类似，安装了Files Go应用程序的两台设备可以直接传输文件（速度最高达490Mbps），无需花费移动数据流量。